# Salvada
Salvada é uma povoação portuguesa do Município de Beja que foi sede da Freguesia de Salvada, freguesia que tinha 59,64 km² de área e 1 097 habitantes (2011), e, por isso, uma densidade populacional de 18,4 hab/km².
A Freguesia de Salvada foi extinta em 2013, no âmbito de uma reforma administrativa nacional, tendo sido agregada à Freguesia de Quintos, para formar uma nova freguesia denominada União das Freguesias de Salvada e Quintos da qual é a sede.

## População
| População da freguesia de Salvada (1864 – 2011) | População da freguesia de Salvada (1864 – 2011) | População da freguesia de Salvada (1864 – 2011) | População da freguesia de Salvada (1864 – 2011) | População da freguesia de Salvada (1864 – 2011) | População da freguesia de Salvada (1864 – 2011) | População da freguesia de Salvada (1864 – 2011) | População da freguesia de Salvada (1864 – 2011) | População da freguesia de Salvada (1864 – 2011) | População da freguesia de Salvada (1864 – 2011) | População da freguesia de Salvada (1864 – 2011) | População da freguesia de Salvada (1864 – 2011) | População da freguesia de Salvada (1864 – 2011) | População da freguesia de Salvada (1864 – 2011) | População da freguesia de Salvada (1864 – 2011) |
| ----------------------------------------------- | ----------------------------------------------- | ----------------------------------------------- | ----------------------------------------------- | ----------------------------------------------- | ----------------------------------------------- | ----------------------------------------------- | ----------------------------------------------- | ----------------------------------------------- | ----------------------------------------------- | ----------------------------------------------- | ----------------------------------------------- | ----------------------------------------------- | ----------------------------------------------- | ----------------------------------------------- |
| 1864                                            | 1878                                            | 1890                                            | 1900                                            | 1911                                            | 1920                                            | 1930                                            | 1940                                            | 1950                                            | 1960                                            | 1970                                            | 1981                                            | 1991                                            | 2001                                            | 2011                                            |
| 2 777                                           | 3 169                                           | 3 292                                           | 3 559                                           | 2 050                                           | 2 255                                           | 2 282                                           | 2 710                                           | 2 702                                           | 2 510                                           | 1 590                                           | 1 510                                           | 1 410                                           | 1 245                                           | 1 097                                           |

Com lugares desta freguesia foi criada a freguesia de Cabeça Gorda (1911?)

## Património
- Igreja de Nossa Senhora da Conceição (século XVI);
- Cinema Monumental (1957);
- Casa do Povo;
- Antigo Mercado.